# Рагутчане
Рагутчане — река в Мурманской области России. Протекает по территории городского округа Ковдорский район. Правый приток реки Ёна.
Длина реки составляет 25 км. Площадь бассейна составляет 84,4 км².
Берёт начало в лощине между горами Сильдойва и Мохнатые Рога на высоте свыше 283 м, там же берёт начало река Канда. Протекает по лесной, местами болотистой местности. Порожиста. Впадает в Ёну в 49 км от устья. Населённых пунктов на реке нет.

## Данные водного реестра
По данным государственного водного реестра России относится к Баренцево-Беломорскому бассейновому округу, водохозяйственный участок реки — река Нива, включая озеро Имандра. Речной бассейн реки — бассейны рек Кольского полуострова и Карелии.
Код объекта в государственном водном реестре — 02020000312101000009793.